# Afelio (cómic)
Afelio es un superhéroe ficticio que aparece en los cómics estadounidenses publicados por Marvel Comics. Es un mutante de género no binario con todo un universo en el interior de su cuerpo.

## Historial de publicación
Afelio apareció por primera vez en Marvel's Voices: Pride (Vol. 2) #1 en junio de 2022 y fue creado por Grace Freud y Scott B. Henderson.

## Biografía ficticia

### Marvel's Voices: Pride
Tiempo después de descubrir sus poderes y elegir su alias como superhéroe, Reed asistió junto a otros adolescentes a una reunión de un nuevo centro de ayuda para jóvenes LGBT mutantes organizada por el Hombre Demolición. Cuando Spider-Man se dirigía hacia la reunión para hablarles sobre la responsabilidad que conllevavan sus poderes, fue perseguido y atacado por las villanas del Sindicato Siniestro, lo que las llevó a atacar también el centro LGBT donde se encontraba Afelion. Él, junto al Hombre Demolición y el resto de jóvenes trans y mutantes, ayudó a Spider-Man a combatir a las villanas y ponerlas bajo custodia.

### X-Men Unlimited
Tiempo después de que el grupo fuese desmentelado y reunido de nuevo, Afelio y sus compañeros fueron atacados por un chico fanático que se sintió atacado al no ser inmediatamente aceptado por el grupo, lo que le llevó a usar tecnología centinela para convertirse en Sentin-Ally. Mientras Harmonize alejaba a la población civil, Afelio y el resto lucharon contra él hasta que Pity Girl destruyó su armadura replicando los poderes de Wolverine. Tras anunciar Bad Guy a las redes sociales que eran los nuevos X-Men, el líder mutante Charles Xavier envió a Júbilo para convencerles de elegir otro nombre para su equipo, de forma que no se relacionara con ellos.
Tras una reunión habitual del grupo en la casa Matt Baker, y tras la llegada del grupo, Afelio y el resto fueron secuestrados por Mojo Junior II, bajo las órdenes de su abuelo Mojo. Mojo reveló que había decidido secuestrar a Afelion y sus compañeros para su nuevo programa de streaming, ya que al ser un grupo de mutantes trans, estaban mucho más oprimidos que los verdaderos X-Men y, según él, serían más explotables y fácilmente manipulables. Mojo les obligó a combatir de nuevo contra centinelas, y en un esfuerzo por crear impacto en la audiencia, usó a uno de estos para aparentemente matar a Pity Girl.
Pity Girl en realidad sobrevivió al disparo del centinela, siendo trasladada fuera del programa por Mojo Junior II. Mientras tanto, Afelio continuo atrapado junto al resto en la burbuja temporal del programa, luchando contra villanos como Apocalipsis, Mr. Siniestro, Magneto y Onslaught, además de ser obligado a usar lo que Mojo entendía como superioridad moral para convertir a los villanos en buenas personas.
Afelio pasó 40 años más dentro de la burbuja temporal de Mojo, y dentro de su universo tuvo un hijo, una galaxia llamada Sennet, así como estableció una relación romántica con su antiguo compañero Good Arsen. Así mismo, Reed descubrió que mientras duerme el puede acceder al interior del universo almacenado en su cuerpo, siendo un lugar donde no podía ser grabado por Mojo.
Posteriormente Mojo, cansado ya de Afelio y el resto de sus compañeros, decidió finalizar el programa obligándoles a luchar a muerte contra los X-Men (formados en aquel entonces por Cíclope, Jean Grey, Coloso, Magik, Sincro y Forja).